# Sedmihorky
Sedmihorky, bis 1966 Nová Ves (deutsch Wartenberg) ist ein ehemaliger Kurort im Böhmischen Paradies unweit von Turnov. Verwaltungstechnisch ist er ein Ortsteil von Karlovice im Okres Semily.

## Geschichte

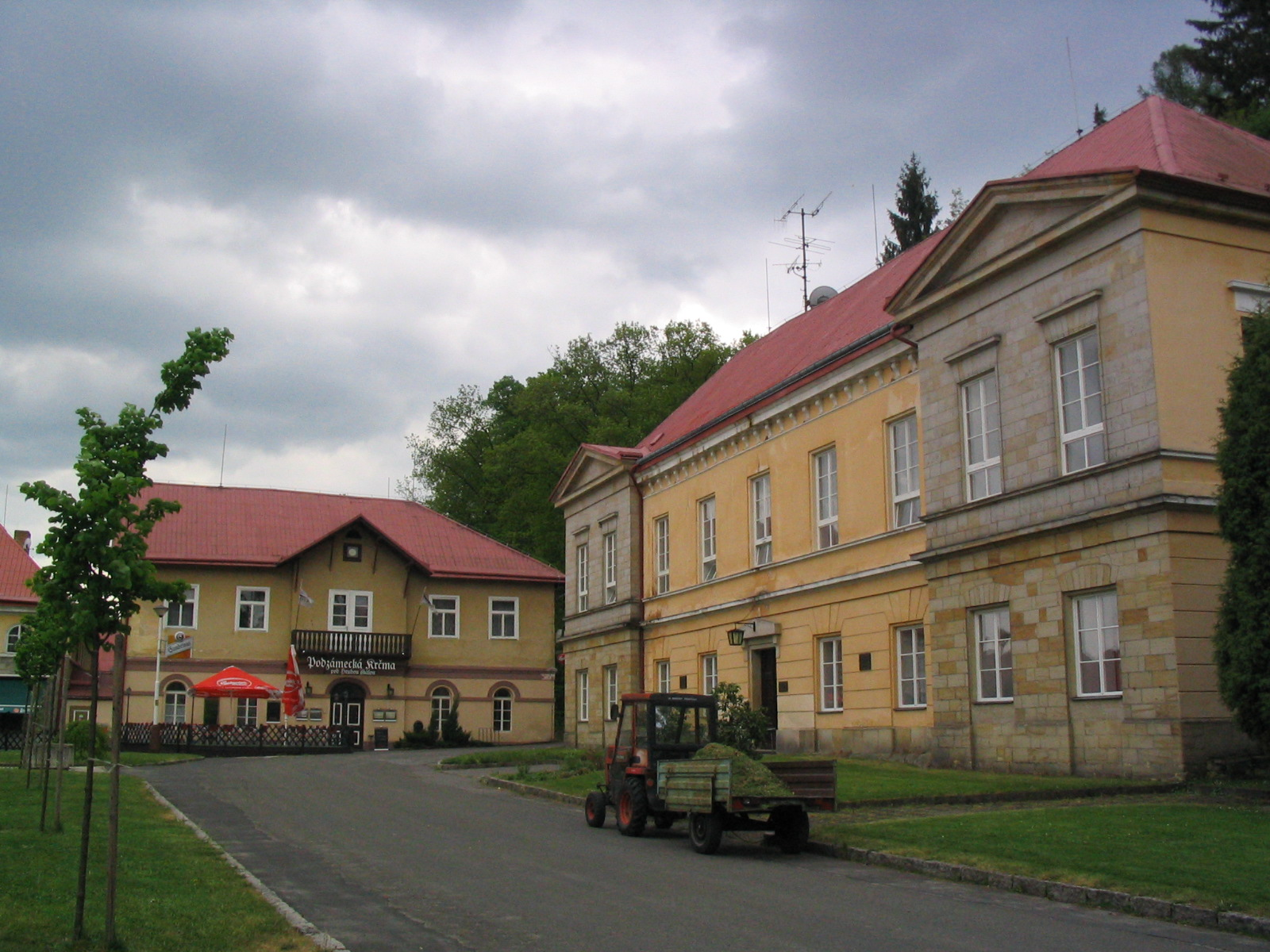
Hauptgebäude und Gästehaus

In der Umgebung von Sedmihorky wurden zu Beginn des 19. Jahrhunderts mehrere Mineralheilquellen entdeckt. 1841 eröffnete der Mediziner Dr. Antonín Šlechta ein Kurbad mit dem Namen „Kaltwasserheilanstalt Sedmihorky bei Hrubá Skála“. Neben der zentral gelegenen Aloisien-Quelle gab es zehn weitere Heilquellen, die kunstvoll eingefasst und in eine Parklandschaft eingebettet wurden. Die Heilmethode umfasste Kaltwasserkuren und Freiluftbäder. Sie war bald in Fachkreisen anerkannt und wurde ärztlich empfohlen.
Der anfangs kleine, im ehemaligen Gast- und Forsthaus der nahen Herrschaft Hrubá Skála untergebrachte Betrieb für sieben Gäste wuchs zu einer Kuranlage mit sechs gemauerten und fünf hölzernen Gebäuden heran. In Spitzenzeiten kamen jährlich bis zu 400 Besucher nach Sedmihorky, vor allem aus Prag und Wien, aber auch aus dem übrigen Europa und Übersee. Prominente Gäste waren die Schriftsteller Jan Neruda, Eliška Krásnohorská und der Schöpfer der Bezeichnung Böhmisches Paradies, Karel Havlíček Borovský, der 1842 sagte: „Diese Felsen, das ist wahrlich ein Paradies!“. Nach dem Erliegen des Kurbetriebes zog in drei Kurhäuser das Hotel Lázně Sedmihorky ein. Unweit des Ortes befindet sich ein Campingplatz. 

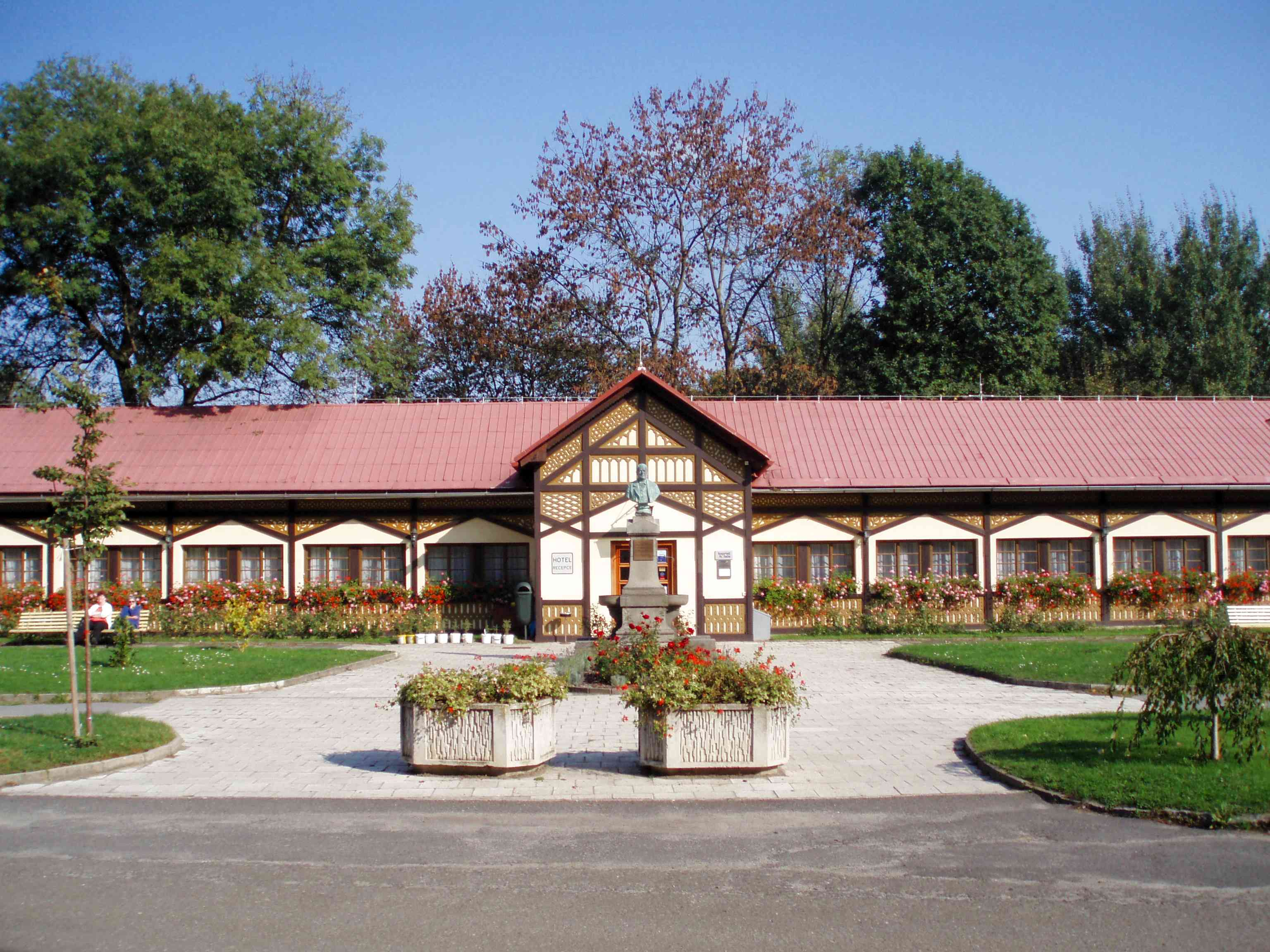
Restaurierter Speisesaal der ehemaligen Kuranlage

1991 hatte der Ort 162 Einwohner. Im Jahre 2001 bestand das Dorf aus 49 Wohnhäusern, in denen 143 Menschen lebten.
Am 4. Oktober 2003 ereignete sich am unbeschrankten Bahnübergang nahe dem Bahnhof Sedmihorky ein Busunfall, bei dem ein Businsasse getötet und über 20 zum Teil schwer verletzt werden. Der Bus stammte aus dem sächsischen Pirna.

## Sehenswürdigkeiten
- Denkmal von Dr. Antonín Šlechta, dem Gründer von Kurort Sedmihorky, mit gefasster Mineralheilquelle, Modelleur: Josef Václav Myslbek

## Persönlichkeiten
- Alois Ander (1821–1864), böhmischer Tenor und Opernsänger; starb hier in geistiger Verwirrung.